# Co potrafisz?
Co potrafisz? (ros. А что ты умеешь?, A szto ty umiejesz?) – radziecki krótkometrażowy film animowany z 1984 roku w reżyserii Władimira Arbiekowa. Scenariusz napisał Witalij Złotnikow.

## Obsada (głosy)
- Kłara Rumianowa
- Nikołaj Grabbe

## Animatorzy
Władimir Szewczenko, Aleksandr Mazajew, Galina Zołotowska, Iosif Kurojan